# O Homem do Dia
O Homem do Dia é um filme português do género drama musical, realizado por Henrique Campos e Teresita Miranda e escrito por José Maud e António Ferrão Lopes. Foi protagonizado por Maria Dulce, Alves Barbosa, Costinha, e Elita Martos e lançado nos cinemas de Portugal a 21 de fevereiro de 1958 pela Internacional Filmes.

## Ficha artística
- Maria Dulce como Clara
- Alves Barbosa como Tó
- Elita Martos como Dolores
- Armando Cortez como Padre Agostinho
- Costinha como D. Paco de Triana
- Adelaide Vital como Freguesa
- Américo Patela
- Fernando Isidro como Freguês
- Camilo de Oliveira como Quim
- Alves da Costa como Mestre Júlio
- Silva Araújo como Antero Neves
- Mário Pereira como Patela
- Rosinda Rosa como Tina
- José Cabruja como Doutor Noronha
- Alina Vaz
- Maria da Luz
- Fernanda de Sousa como Renata
- Celestino Ribeiro como Bobet
- Joaquim Miranda como Mesquita
- António Palma como Sargento da Guarda
- Holbeche Bastos
- Armando Machado
- Lina Maria como Enfermeira
- Beatriz Sousa Santos como Pianista
- Alfredo Trindade como ele mesmo
- Raul de Oliveira como Director do jornal
- Rui Gomes
- Vasco Santana

Fadistas
- Maria José da Guia
- Alice Maria
- Maria de Lurdes Machado
- Maria Marques
- Noémia Cristina

Locutores
- Paulo Cardoso
- Costa Macedo
- Silva Pinto

Ciclistas
- João Marcelino
- Pedro Polainas
- José Firmino
- Fernando Maltez
- Manuel Graça
- António Catela
- Júlio Ferreira
- Arlindo Carvalha